# Copa President (Iemen)
La Copa iemenita de futbol, anomenada Copa President, és la màxima competició futbolística per eliminatòries del Iemen. És organitzada per la Yemen Football Association.

## Historial
Font:
| Any       | Campió                                | Resultat                              | Finalista                             |
| --------- | ------------------------------------- | ------------------------------------- | ------------------------------------- |
| 1995-96   | Al-Ahli (Hudaida)                     | 1-0                                   | Al-Sha'ab Hadramaut                   |
| 1998      | Al-Ittihad Ibb                        | 1-0                                   | Al-Shula                              |
| 2000      | Al-Sha'ab Hadramaut                   | 0-0 (5-4 p.)                          | Al-Shula                              |
| 2001      | Al-Ahli (San'a')                      | 2-1                                   | Al-Tilal                              |
| 2001-02   | Al-Sha'ab Ibb                         | 4-0                                   | Al-Tadamun Shabwa                     |
| 2002-03   | Al-Sha'ab Ibb                         | 2-1                                   | Al-Sha'ab Hadramaut                   |
| 2003-04   | Al-Ahli (San'a')                      | 2-0                                   | Al-Sha'ab Ibb                         |
| 2005      | Al-Hilal (Al Hudaydah)                | 3-1                                   | Al-Rasheed Ta'izz                     |
| 2006      | Al-Sha'ab Hadramaut                   | 2-1                                   | Al-Hilal (Al Hudaydah)                |
| 2007      | Al-Tilal                              | 1-0                                   | Al-Hilal (Al Hudaydah)                |
| 2008      | Al-Hilal (Al Hudaydah)                | 2-0                                   | Al-Sha'ab Hadramaut                   |
| 2009      | Al-Ahli (San'a')                      | 0-0 (5-4 p.)                          | Al-Sha'ab Hadramaut                   |
| 2010      | Al-Tilal                              | 2-1                                   | Shabab Al Baydaa                      |
| 2011      | no es disputà per crisi política      | no es disputà per crisi política      | no es disputà per crisi política      |
| 2012      | Al-Ahli Taizz                         | 1-0                                   | Al-Tali'aa Taizz                      |
| 2013      | no es disputà per problemes financers | no es disputà per problemes financers | no es disputà per problemes financers |
| 2014      | Al-Saqr                               | 5-1                                   | Shabab Mansoura                       |
| 2015-2016 | desconegut                            | desconegut                            | desconegut                            |
| 2017      | Al-Wahda Aden                         | 1-0                                   | Shamsan Aden                          |

Per les competicions anteriors a la unificació del país vegeu:
- Copa de la República del Iemen del Nord
- Copa del Iemen del Sud de futbol